# Quim Paüls
Joaquim Paüls Bosch, más conocido como Quim Paüls (11 de marzo de 1961 en Tarrasa, Barcelona), es un exjugador y entrenador de hockey sobre patines español. Considerado uno de los mejores jugadores del mundo de hockey en los años ochenta, desarrolló toda su carrera como jugador en el FC Barcelona. Durante sus trece temporadas como jugador del primer equipo, del que llegó a ser capitán, conquistó los mejores trofeos internacionales y nacionales: seis Copas de Europa, un mundial de clubs, cinco ligas españolas y una Recopa. También fue titular indiscutible con la selección española de hockey sobre patines, con la que disputó un total de 87 partidos, y conquistó un mundial y tres campeonatos de Europa.
Como entrenador también ha desarrollado la mayor parte de su carrera ligado al FC Barcelona, aunque no fue hasta el verano de 2005 cuando se hizo cargo del primer equipo, como entrenador principal, y tras haber pasado tres temporadas entrenando al CP Real Alcobendas.
Ha sido seleccionador de España durante 3 años, sustituyendo la exitosa etapa del anterior seleccionador, Carlos Feriche.

## Clubes como jugador
- Sferic Terrassa: 1977-1979
- FC Barcelona: 1979-1992

## Palmarés como jugador
- Con el FC Barcelona:

- 6 Copas de Europa: 1980, 1981, 1982, 1983, 1984 y 1985.
- 5 Ligas.
- 4 Copas del Rey.
- 1 Recopa de Europa.
- 1 Mundial de Clubs.
- 1 Copa de las Naciones.

- Con la selección española:

- Internacional en 87 ocasiones.
- 1 Mundial.
- 3 Europeos.

## Clubes como entrenador
- Categorías inferiores FC Barcelona (juvenil, junior y coordinador de la cantera: 1992-1995.
- 1995-1996: Segundo entrenador del primer equipo del FC Barcelona.
- 1996-1999: CP Reale Alcobendas
- 2000-2001: CP Macarena Sevilla
- Coordinador de la Sección de Hockey patines del FC Barcelona
- Selección Masculina Chile
- Selección Femenina Egipto
- 2006-2009: FC Barcelona
- 2009-2011: secretario técnico FC Barcelona
- 2012-2013: Selección Masculina Sub-17 España
- 2014-actualidad: Selección Masculina "AA" España

## Palmarés como técnico
- Como primer entrenador:

- 4 OK Liga: Del 2005 al 2009
- 1 Copa del Rey: 2006/07
- 2 Copa de Europa: 2006-2007,2007-2008 con el FC Barcelona.
- 2 Copa Continental: 2006-2007,2007-2008 con el FC Barcelona.

- 2 Copa Intercontinentales (2005/06 y 2007/08)
- 1 Copa CERS
- Como segundo entrenador:

- 3 Copas de Europa: 2000, 2001 y 2002.
- 1 subcampeonato de la Liga Europea: 2003.
- 1 Copa Continental: 2005-2006.
- 3 Supercopas de Europa
- 5 Ligas españolas
- 4 Copas del Rey.